# Klutiana jezoensis
Klutiana jezoensis är en stekelart som först beskrevs av Tohru Uchida 1957.  Klutiana jezoensis ingår i släktet Klutiana och familjen brokparasitsteklar. Inga underarter finns listade i Catalogue of Life.